# Yan Xiaonan
Yan Xiaonan (Shenyang, Liaoning, China, 16 de junio de 1989) es una artista marcial mixta china que compite en la división de peso paja de Ultimate Fighting Championship. Desde el 8 de noviembre de 2022 es la número 6 en la clasificación de peso paja femenino de la UFC y es la número 15 en la clasificación de libra por libra femenina de la UFC.

## Primeros años
Comenzó a entrenarse en Sanda. Asistió a la Universidad Deportiva de Xi'an y su entrenador Zhao Xuejun la introdujo en un programa de MMA en 2009. En la Universidad Deportiva de Xi'an, continuó con su práctica de Sanda. No fue hasta 2015 cuando se pasó a las MMA.

## Carrera de artes marciales mixtas

### Carrera temprana
Comenzó a entrenar artes marciales a los 13 años. Comenzó su carrera profesional en las MMA en 2008 y ha luchado en varias promociones, sobre todo en Road Fighting Championship. Acumuló un récord de 7-1 (1), antes de firmar con la UFC.

### Ultimate Fighting Championship
Se convirtió en la primera luchadora china contratada por la UFC.
Debutó en la UFC contra Kailin Curran el 25 de noviembre de 2017 en UFC Fight Night: Bisping vs. Gastelum. Ganó el combate por decisión unánime.
Se enfrentó a Viviane Pereira el 23 de junio de 2018 en UFC Fight Night: Cowboy vs. Edwards. Ganó el combate por decisión unánime.
Se enfrentó a Syuri Kondo el 24 de noviembre de 2018 en UFC Fight Night: Blaydes vs. Ngannou 2. Ganó el combate por decisión unánime.
Se esperaba que se enfrentara a Felice Herrig el 8 de junio de 2019 en UFC 238. Sin embargo, el 30 de abril de 2019 se informó que Herrig sufrió una rotura del ligamento cruzado anterior y se retiró del evento. Herrig fue sustituida por Angela Hill. Ganó el combate por decisión unánime.
Se esperaba que se enfrentara a Ashley Yoder el 26 de octubre de 2019 en UFC Fight Night: Maia vs. Askren. Sin embargo, se retiró del combate a finales de septiembre alegando una lesión en el pie. Fue sustituida por Randa Markos.
Se enfrentó a Karolina Kowalkiewicz el 22 de febrero de 2020 en UFC Fight Night: Felder vs. Hooker. Ganó el combate por decisión unánime.
Habló de la dificultad que supuso el combate con Kowalkiewicz debido al brote de la pandemia de COVID-19 en China. Ella y su equipo trasladaron su campamento a Tailandia para entrenar para el combate.
Se esperaba que se enfrentara a Cláudia Gadelha el 27 de septiembre de 2020 en UFC 253, Sin embargo, una lesión en la rodilla de Gadelha la dejó fuera del combate. Fueron reprogramadas para enfrentarse el 7 de noviembre de 2020 en UFC on ESPN: Santos vs. Teixeira. A diferencia de su último campamento, en el que se vio obligada a desplazarse tres veces, afirmó que la situación de la pandemia en China está completamente controlada y que el campamento de lucha de Gadelha fue normal. Ganó el combate por decisión unánime.
Se enfrentó a Carla Esparza el 22 de mayo de 2021 en UFC Fight Night: Font vs. Garbrandt. Para su campamento con Esparza, pasó su tiempo dividido entre el Instituto de Rendimiento de la UFC en Shanghái y Las Vegas. Perdió el combate por TKO en el segundo asalto.
Se enfrentó a Marina Rodriguez el 5 de marzo de 2022 en UFC 272. Perdió el combate por decisión dividida.
Se enfrentó a Mackenzie Dern el 1 de octubre de 2022 en UFC Fight Night: Dern vs. Yan. Ganó el combate por decisión mayoritaria.

## Récord en artes marciales mixtas
| Resultado     | Récord   | Oponente              | Método                                                          | Evento                                    | Fecha                    | Ronda | Tiempo | Localización        | Notas                                                                                        |
| ------------- | -------- | --------------------- | --------------------------------------------------------------- | ----------------------------------------- | ------------------------ | ----- | ------ | ------------------- | -------------------------------------------------------------------------------------------- |
| Victoria      | 18–4 (1) | Tabatha Ricci         | Decisión (unánime)                                              |                                           |                          |       |        |                     |                                                                                              |
| Derrota       | 17–4 (1) | Weili Zhang           | Decisión (unánime)                                              | UFC 300                                   | 13 de abril de 2024      | 5     | 5:00   | Las Vegas, Nevada   | Por el Campeonato de Peso Paja de Mujeres de UFC                                             |
| Victoria      | 17–3 (1) | Jéssica Andrade       | KO (golpes)                                                     | UFC 288                                   | 6 de mayo de 2023        | 1     | 2:20   | Newark, New Jersey, | Actuación de la noche                                                                        |
| Victoria      | 16-3 (1) | Mackenzie Dern        | Decisión (mayoritaria)                                          | UFC Fight Night: Dern vs. Yan             | 1 de octubre de 2022     | 5     | 5:00   | Las Vegas, Nevada   |                                                                                              |
| Derrota       | 15–3 (1) | Marina Rodriguez      | Decisión (dividida)                                             | UFC 272                                   | 5 de marzo de 2022       | 3     | 5:00   | Las Vegas, Nevada   |                                                                                              |
| Derrota       | 15–2 (1) | Carla Esparza         | TKO (golpes)                                                    | UFC Fight Night: Font vs. Garbrandt       | 22 de mayo de 2021       | 2     | 2:58   | Las Vegas, Nevada   |                                                                                              |
| Victoria      | 15–1 (1) | Cláudia Gadelha       | Decisión (unánime)                                              | UFC on ESPN: Santos vs. Teixeira          | 7 de noviembre de 2020   | 3     | 5:00   | Las Vegas, Nevada   |                                                                                              |
| Victoria      | 14–1 (1) | Karolina Kowalkiewicz | Decisión (unánime)                                              | UFC Fight Night: Felder vs. Hooker        | 23 de febrero de 2020    | 3     | 5:00   | Auckland            |                                                                                              |
| Victoria      | 13–1 (1) | Angela Hill           | Decisión (unánime)                                              | UFC 238                                   | 8 de junio de 2019       | 3     | 5:00   | Chicago, Illinois   |                                                                                              |
| Victoria      | 12–1 (1) | Syuri Kondo           | Decisión (unánime)                                              | UFC Fight Night: Blaydes vs. Ngannou 2    | 24 de noviembre de 2018  | 3     | 5:00   | Pekín               |                                                                                              |
| Victoria      | 11–1 (1) | Viviane Pereira       | Decisión (unánime)                                              | UFC Fight Night: Cowboy vs. Edwards       | 23 de junio de 2018      | 3     | 5:00   | Kallang             |                                                                                              |
| Victoria      | 10–1 (1) | Kailin Curran         | Decisión (unánime)                                              | UFC Fight Night: Bisping vs. Gastelum     | 25 de noviembre de 2017  | 3     | 5:00   | Shanghái            |                                                                                              |
| Sin Resultado | 9–1 (1)  | Emi Fujino            | Sin resultado (corte causado por un golpe de cabeza accidental) | Road FC 34                                | 19 de noviembre de 2016  | 1     | 2:48   | Shijiazhuang        | Un corte causado por un choque involuntario de cabezas hizo que Fujino no pudiera continuar. |
| Victoria      | 9–1      | Seo Hee Lim           | TKO (patada lateral y puñetazo)                                 | Road FC 30                                | 16 de abril de 2016      | 1     | 3:28   | Pekín               |                                                                                              |
| Victoria      | 8–1      | Omnia Gamal           | TKO (puñetazos)                                                 | IWFC Beat365: Changbai Mountain Hero List | 31 de enero de 2016      | 1     | 0:23   | Jilin               |                                                                                              |
| Victoria      | 7–1      | Ye Hyun Nam           | Decisión (unánime)                                              | Road FC 27                                | 26 de diciembre de 2015  | 2     | 5:00   | Shanghái            |                                                                                              |
| Victoria      | 6–1      | Bayarmaa Munkhgerel   | KO (puñetazo)                                                   | WKF: Zhong Wu Fight Night                 | 30 de octubre de 2015    | 1     | 2:34   | Pekín               |                                                                                              |
| Victoria      | 5–1      | Dolores Meek          | TKO (puñetazos)                                                 | URCC 26                                   | 15 de julio de 2015      | 1     | 3:25   | Ángeles             |                                                                                              |
| Victoria      | 4–1      | Xiaoying Wang         | TKO (puñetazos)                                                 | Xian Sports University: Ultimate Wrestle  | 30 de octubre de 2010    | 2     | 0:29   | Guangzhou           |                                                                                              |
| Derrota       | 3–1      | Karina Hallinan       | Sumisión (estrangulamiento por detrás)                          | Martial Combat 10                         | 16 de septiembre de 2010 | 1     | 3:29   | Sentosa             | Pelea en peso mosca                                                                          |
| Victoria      | 3–0      | Gina Iniong           | Decisión (unánime)                                              | Martial Combat 6                          | 15 de julio de 2010      | 3     | 5:00   | Sentosa             | Debut en peso paja                                                                           |
| Victoria      | 2–0      | Jin Tang              | TKO (puñetazos)                                                 | Xian Sports University: Ultimate Wrestle  | 21 de noviembre de 2009  | 1     | 0:29   | Guangzhou           | Debut en peso mosca                                                                          |
| Victoria      | 1–0      | Peleadora desconocida | TKO (golpes)                                                    | Xian Sports University: Ultimate Wrestle  | 8 de noviembre de 2008   | 1     | N/A    | Guangzhou           | Pelea pactada en (119 libras)                                                                |